# Attaque du 17 janvier 2022 à Abou Dabi
L'attaque du 17 janvier 2022 à Abou Dabi, également connue sous le nom d'opération Hurricane par les Houthis yéménites, est une attaque de drone contre plusieurs cibles survenue le 17 janvier 2022 à Abou Dabi, aux Émirats arabes unis,,.

## Contexte
Depuis 2014, le Yémen est plongé dans une guerre civile. Les rebelles ont été dirigés et sont presque entièrement composés du mouvement islamiste chiite connu sous le nom de Houthis. Une coalition dirigée par l'Arabie saoudite, qui comprend les Émirats arabes unis, est intervenue en 2015 pour soutenir et aider les forces gouvernementales. L'Arabie saoudite et ses partisans ont accusé la République islamique d'Iran de soutenir et d'utiliser les Houthis comme mandataires, ce que l'Iran a démenti. Les EAU jouent un rôle important dans la guerre, prêtant une aide majeure aux milices pro-gouvernementales comme la Brigade des géants.
Tout au long du conflit, qui a vu l'une des plus grandes crises humanitaires au monde, les Houthis ont mené de nombreuses attaques en dehors du Yémen, principalement contre l'Arabie saoudite. Très peu d'attaques ont eu lieu à l'extérieur du pays, la dernière ayant eu lieu en 2018.
Quelques jours avant l'attaque de la ville, les Houthis ont capturé et attaqué un cargo émirati près d'Al-Hodeïda, qui, selon eux, transportait du matériel militaire que les Émirats arabes unis prévoyaient de fournir aux forces pro-gouvernementales. Les gouvernements émirati et saoudien ont déclaré que le navire transportait des fournitures humanitaires.

## Attaque
Dans la matinée du 17 janvier 2022, des drones ont percuté trois véhicules de ravitaillement en carburant dans une raffinerie de pétrole de la compagnie pétrolière nationale d'Abou Dabi à Mussafah (en),. Des explosions de drones couplées à cinq missiles balistiques ont simultanément mis le feu à une extension de l'aéroport international d'Abou Dabi, sans décès enregistrés,,. La police d'Abou Dabi (en) a identifié deux ressortissants indiens et un pakistanais tués par l'attaque. Six personnes ont été blessées par les frappes de drones.
Yahia Sarei, le porte-parole militaire Houthi, a revendiqué la responsabilité de l'attaque au nom de l'organisation.

## Conséquences
Le gouvernement émirati a demandé au secrétaire d'État américain Antony Blinken de rétablir les Houthis sur la liste américaine des entités terroristes. Bien que les États-Unis n'aient pas encore donné suite à la demande, Blinken a condamné l'attaque,. Le prince héritier Mohammed ben Zayed Al Nahyane a téléphoné au ministre indien des Affaires extérieures S. Jaishankar le jour suivant, exprimant de l'empathie pour les victimes indiennes de l'attaque et leurs familles,.
La coalition dirigée par l'Arabie saoudite au Yémen a annoncé plus tard dans la journée qu'elle avait riposté en frappant des cibles houthies à Sanaa. Un média affilié à l'Arabie saoudite a rapporté que onze personnes avaient été tuées,.

### Réactions
Le ministre égyptien des Affaires étrangères, Sameh Choukri, a dénoncé l'incident, exprimant sa solidarité avec les Émirats.
Le conseiller américain à la sécurité nationale, Jake Sullivan, a appelé à ce que les auteurs soient tenus responsables et que « l'engagement américain envers la sécurité des Émirats arabes unis est inébranlable, et nous nous tenons aux côtés de nos partenaires émiratis contre toutes les menaces contre leur territoire ». Le secrétaire général des Nations Unies, António Guterres, a dénoncé les événements tout en appelant au maintien de la stabilité dans la région. Le ministre français des Affaires étrangères, Jean-Yves Le Drian, a exprimé des sentiments similaires.
Turki Al-Maliki (en) a condamné les frappes et menacé une action militaire si les Houthis ne cessaient pas ces attaques. Le gouvernement saoudien a qualifié les événements de lâcheté et d'acte terroriste.
Le Premier ministre israélien Naftali Bennett a tweeté sa condamnation de "l'attaque terroriste par drone", en envoyant une lettre de condoléances à Mohammed ben Zayed via son porte-parole.
Le porte-parole des Houthis, Mohammed Abdel Salam, a justifié l'attaque, menaçant qu'en cas de nouvelle tentative des forces pro-saoudiennes d'intervenir au Yémen, "les mains [des Emirats] et les autres mains qui trafiquent ne soient coupées". Les Houthis ont également déclaré qu'ils "n'hésiteraient pas" à lancer d'autres attaques.